# Compsibidion carenatum
Compsibidion carenatum är en skalbaggsart som beskrevs av Martins 1969. Compsibidion carenatum ingår i släktet Compsibidion och familjen långhorningar. Inga underarter finns listade i Catalogue of Life.